# Liste der Naturdenkmäler in Enneberg
Die Liste der Naturdenkmäler in Enneberg (ladinisch Mareo, italienisch Marebbe) enthält die 71 als Naturdenkmal ausgewiesenen Objekte auf dem Gebiet der Gemeinde Enneberg in Südtirol.
Basis ist das im Internet einsehbare offizielle Verzeichnis der Naturdenkmäler in Südtirol (Stand: 23. Januar 2015). Dabei kann es sich um botanische, geologische oder hydrologische Naturdenkmäler handeln. Die Reihenfolge in dieser Liste orientiert sich an der ID, alternativ ist sie auch nach dem Namen sortierbar.

## Liste
| Foto |                 | Name                                                                      | Standort                     | Beschreibung                                               |
| ---- | --------------- | ------------------------------------------------------------------------- | ---------------------------- | ---------------------------------------------------------- |
| BW   | Datei hochladen | Linde in St. Vigil ID: 017_G01                                            | 46° 41′ 53″ N, 11° 55′ 49″ O | Botanisches Naturdenkmal: Linde                            |
| BW   | Datei hochladen | Quellengebiet Les Fontanes ID: 017_G02                                    | 46° 41′ 0″ N, 11° 57′ 38″ O  | Hydrologisches Naturdenkmal: Quelle                        |
| BW   | Datei hochladen | Glittnerseen ID: 017_G03                                                  | 46° 43′ 14″ N, 11° 50′ 7″ O  | Hydrologisches Naturdenkmal: Weiher/Teich                  |
| BW   | Datei hochladen | Chivaimoos ID: 017_G04                                                    | 46° 42′ 25″ N, 11° 56′ 37″ O | Hydrologisches Naturdenkmal: Feuchtgebiet                  |
| BW   | Datei hochladen | Gipfelüberschiebung des Monte Varella (Lavarela) ID: 017_P01              | 46° 35′ 43″ N, 12° 0′ 25″ O  | Geologisches Naturdenkmal: Gesteinsschichtung              |
| BW   | Datei hochladen | Fossilfundpunkte in den Hl. Kreuz (La Crusc)- Schichten ID: 017_P02       | 46° 36′ 59″ N, 11° 56′ 35″ O | Geologisches Naturdenkmal: Blöcke von Felsstürzen          |
| BW   | Datei hochladen | Fossilfundpunkte von Megalodonten ID: 017_P03                             | 46° 36′ 29″ N, 11° 56′ 43″ O | Geologisches Naturdenkmal: Höhle                           |
| BW   | Datei hochladen | Karrenlandschaften ID: 017_P04                                            | 46° 35′ 44″ N, 12° 1′ 21″ O  | Geologisches Naturdenkmal: Karstbildung                    |
| BW   | Datei hochladen | Karrenlandschaften ID: 017_P05                                            | 46° 36′ 32″ N, 12° 0′ 44″ O  | Geologisches Naturdenkmal: Karstbildung                    |
| BW   | Datei hochladen | Karrenlandschaften ID: 017_P06                                            | 46° 36′ 25″ N, 11° 59′ 45″ O | Geologisches Naturdenkmal: Karstbildung                    |
| BW   | Datei hochladen | Karrenlandschaften ID: 017_P07                                            | 46° 36′ 46″ N, 12° 0′ 28″ O  | Geologisches Naturdenkmal: Karstbildung                    |
| BW   | Datei hochladen | Dolinen ID: 017_P08                                                       | 46° 39′ 10″ N, 12° 3′ 21″ O  | Geologisches Naturdenkmal: Karstbildung                    |
| BW   | Datei hochladen | Dolinen ID: 017_P09                                                       | 46° 37′ 1″ N, 12° 0′ 19″ O   | Geologisches Naturdenkmal: Karstbildung                    |
| BW   | Datei hochladen | Dolinen ID: 017_P10                                                       | 46° 36′ 13″ N, 12° 0′ 57″ O  | Geologisches Naturdenkmal: Karstbildung                    |
| BW   | Datei hochladen | Dolinen ID: 017_P11                                                       | 46° 36′ 6″ N, 11° 59′ 9″ O   | Geologisches Naturdenkmal: Karstbildung                    |
| BW   | Datei hochladen | Schlüsselförmige Schlucklöcher ID: 017_P12                                | 46° 35′ 33″ N, 12° 1′ 31″ O  | Geologisches Naturdenkmal: Karstbildung                    |
| BW   | Datei hochladen | Höhle Büs del Tore ID: 017_P13                                            | 46° 36′ 34″ N, 11° 59′ 58″ O | Geologisches Naturdenkmal: Höhle                           |
| BW   | Datei hochladen | Halbhöhle ID: 017_P14                                                     | 46° 36′ 41″ N, 12° 0′ 15″ O  | Geologisches Naturdenkmal: Höhle                           |
| BW   | Datei hochladen | Gruppen von blinden Tälern ID: 017_P15                                    | 46° 37′ 2″ N, 11° 59′ 44″ O  | Geologisches Naturdenkmal: Geomorphologisches Objekt       |
| BW   | Datei hochladen | Gruppen von blinden Tälern ID: 017_P16                                    | 46° 36′ 36″ N, 11° 58′ 12″ O | Geologisches Naturdenkmal: Geomorphologisches Objekt       |
| BW   | Datei hochladen | Rundbuckel- und Schliffrückenlandschaft im Bereich der Kripp ID: 017_P17  | 46° 40′ 50″ N, 12° 1′ 18″ O  | Geologisches Naturdenkmal: Rundbuckel und Gletscherschliff |
| BW   | Datei hochladen | Gletscherschliffe im Raume Hochalpen See (Lè de Fojedöra) - ID: 017_P18   | 46° 42′ 12″ N, 12° 0′ 31″ O  | Geologisches Naturdenkmal: Gletscherschliff                |
| BW   | Datei hochladen | Gletscherschliffe am Weg vom Grün See (Lè Vert) zum Limo Joc ID: 017_P19  | 46° 36′ 27″ N, 12° 0′ 53″ O  | Geologisches Naturdenkmal: Gletscherschliff                |
| BW   | Datei hochladen | Gletscherschliffe im Bereich des Hl. Kreuz Joches (Jù dla Cr) ID: 017_P20 | 46° 35′ 57″ N, 11° 57′ 13″ O | Geologisches Naturdenkmal: Gletscherschliff                |
| BW   | Datei hochladen | Gletscherschliffe bei der Sennes (Senes) Almhütte ID: 017_P21             | 46° 39′ 18″ N, 12° 3′ 47″ O  | Geologisches Naturdenkmal: Gletscherschliff                |
| BW   | Datei hochladen | Seitenmoränen des Schlern Stadiums ID: 017_P22                            | 46° 41′ 59″ N, 11° 57′ 15″ O | Geologisches Naturdenkmal: Moräne                          |
| BW   | Datei hochladen | Endmoränen des Gschnitz Stadiums ID: 017_P23                              | 46° 34′ 44″ N, 12° 0′ 25″ O  | Geologisches Naturdenkmal: Moräne                          |
| BW   | Datei hochladen | Endmoränen des Gschnitz Stadium ID: 017_P25                               | 46° 37′ 49″ N, 12° 2′ 13″ O  | Geologisches Naturdenkmal: Moräne                          |
| BW   | Datei hochladen | Endmoränen des Gschnitz Stadiums ID: 017_P26                              | 46° 37′ 41″ N, 12° 1′ 50″ O  | Geologisches Naturdenkmal: Moräne                          |
| BW   | Datei hochladen | Endmoränen des Gschnitz Stadiums ID: 017_P27                              | 46° 41′ 49″ N, 12° 1′ 15″ O  | Geologisches Naturdenkmal: Moräne                          |
| BW   | Datei hochladen | Seitenmoränen des Gschnitz Stadiums ID: 017_P28                           | 46° 42′ 16″ N, 11° 58′ 5″ O  | Geologisches Naturdenkmal: Moräne                          |
| BW   | Datei hochladen | Seitenmoränen des Gschnitz Stadiums ID: 017_P29                           | 46° 41′ 11″ N, 11° 58′ 27″ O | Geologisches Naturdenkmal: Moräne                          |
| BW   | Datei hochladen | Endmoränen des Daun Stadiums ID: 017_P30                                  | 46° 33′ 51″ N, 12° 0′ 43″ O  | Geologisches Naturdenkmal: Moräne                          |
| BW   | Datei hochladen | Endmoränen des Daun Stadiums ID: 017_P31                                  | 46° 33′ 36″ N, 12° 0′ 29″ O  | Geologisches Naturdenkmal: Moräne                          |
| BW   | Datei hochladen | Endmoränen des Daun Stadiums ID: 017_P32                                  | 46° 34′ 53″ N, 11° 58′ 39″ O | Geologisches Naturdenkmal: Moräne                          |
| BW   | Datei hochladen | Endmoränen des Daun Stadiums ID: 017_P33                                  | 46° 35′ 42″ N, 11° 58′ 44″ O | Geologisches Naturdenkmal: Moräne                          |
| BW   | Datei hochladen | Endmoränen des Daun Stadiums ID: 017_P34                                  | 46° 36′ 6″ N, 12° 0′ 0″ O    | Geologisches Naturdenkmal: Moräne                          |
| BW   | Datei hochladen | Endmoränen des Daun Stadiums ID: 017_P35                                  | 46° 35′ 54″ N, 11° 58′ 3″ O  | Geologisches Naturdenkmal: Moräne                          |
| BW   | Datei hochladen | Endmoränen des Daun Stadiums ID: 017_P36                                  | 46° 37′ 24″ N, 12° 0′ 24″ O  | Geologisches Naturdenkmal: Moräne                          |
| BW   | Datei hochladen | Endmoränen des Daun Stadiums ID: 017_P37                                  | 46° 36′ 56″ N, 12° 2′ 5″ O   | Geologisches Naturdenkmal: Moräne                          |
| BW   | Datei hochladen | Zeitlich nicht genau feststellbare Endmoränen ID: 017_P38                 | 46° 38′ 56″ N, 12° 3′ 24″ O  | Geologisches Naturdenkmal: Moräne                          |
| BW   | Datei hochladen | Zeitlich nicht genau feststellbare Endmoränen ID: 017_P39                 | 46° 37′ 51″ N, 12° 3′ 8″ O   | Geologisches Naturdenkmal: Moräne                          |
| BW   | Datei hochladen | Zeitlich nicht genau feststellbare Mittelmoränen ID: 017_P40              | 46° 42′ 7″ N, 11° 59′ 21″ O  | Geologisches Naturdenkmal: Moräne                          |
| BW   | Datei hochladen | Zeitlich nicht genau feststellbare Mittelmoränen ID: 017_P41              | 46° 40′ 46″ N, 12° 0′ 24″ O  | Geologisches Naturdenkmal: Moräne                          |
| BW   | Datei hochladen | Bergsturzablagerungen ID: 017_P42                                         | 46° 37′ 36″ N, 11° 58′ 52″ O | Geologisches Naturdenkmal: Felssturz                       |
| BW   | Datei hochladen | Bergsturzablagerungen ID: 017_P43                                         | 46° 36′ 56″ N, 11° 57′ 33″ O | Geologisches Naturdenkmal: Felssturz                       |
| BW   | Datei hochladen | Bergsturzablagerungen ID: 017_P44                                         | 46° 34′ 58″ N, 12° 0′ 39″ O  | Geologisches Naturdenkmal: Felssturz                       |
| BW   | Datei hochladen | Murkegel ID: 017_P45                                                      | 46° 39′ 33″ N, 12° 0′ 18″ O  | Geologisches Naturdenkmal: Murkegel                        |
| BW   | Datei hochladen | Murkegel ID: 017_P46                                                      | 46° 40′ 19″ N, 11° 58′ 52″ O | Geologisches Naturdenkmal: Murkegel                        |
| BW   | Datei hochladen | Streifenböden ID: 017_P47                                                 | 46° 36′ 51″ N, 11° 57′ 18″ O | Geologisches Naturdenkmal: Karstbildung                    |
| BW   | Datei hochladen | Streifenböden ID: 017_P48                                                 | 46° 40′ 21″ N, 12° 1′ 14″ O  | Geologisches Naturdenkmal: Karstbildung                    |
| BW   | Datei hochladen | Pingen im Bellerophonkalk ID: 017_P49                                     | 46° 42′ 12″ N, 11° 57′ 41″ O | Geologisches Naturdenkmal: Geomorphologisches Objekt       |
| BW   | Datei hochladen | Kreide See (Lé dla Creda) ID: 017_P50                                     | 46° 40′ 49″ N, 11° 57′ 51″ O | Hydrologisches Naturdenkmal: See                           |
| BW   | Datei hochladen | Hochalpen See (Lè de Fojedöra) ID: 017_P51                                | 46° 42′ 11″ N, 11° 59′ 48″ O | Hydrologisches Naturdenkmal: See                           |
| BW   | Datei hochladen | Namenloser See ID: 017_P52                                                | 46° 41′ 36″ N, 12° 1′ 16″ O  | Hydrologisches Naturdenkmal: See                           |
| BW   | Datei hochladen | Conturines See ID: 017_P53                                                | 46° 34′ 59″ N, 11° 59′ 16″ O | Hydrologisches Naturdenkmal: See                           |
| BW   | Datei hochladen | Limo See (Lè de Limo) ID: 017_P54                                         | 46° 36′ 26″ N, 12° 1′ 11″ O  | Hydrologisches Naturdenkmal: See                           |
| BW   | Datei hochladen | Parom See (Lè Parom) ID: 017_P55                                          | 46° 36′ 0″ N, 11° 59′ 14″ O  | Hydrologisches Naturdenkmal: See                           |
| BW   | Datei hochladen | Fopa See ID: 017_P56                                                      | 46° 36′ 41″ N, 11° 58′ 36″ O | Hydrologisches Naturdenkmal: See                           |
| BW   | Datei hochladen | Lago Secco und weitere vier kleine Wasseransammlungen ID: 017_P57         | 46° 37′ 8″ N, 11° 58′ 49″ O  | Hydrologisches Naturdenkmal: See                           |
| ja   | Datei hochladen | Grün See (Lè Verd) ID: 017_P58                                            | 46° 36′ 34″ N, 12° 0′ 34″ O  | Hydrologisches Naturdenkmal: See                           |
| ja   | Datei hochladen | Pischodel See (Lè Piciodel) ID: 017_P59                                   | 46° 37′ 10″ N, 12° 1′ 56″ O  | Hydrologisches Naturdenkmal: See                           |
| BW   | Datei hochladen | Sennes See (Lè de Senes) ID: 017_P60                                      | 46° 39′ 10″ N, 12° 3′ 30″ O  | Hydrologisches Naturdenkmal: See                           |
| BW   | Datei hochladen | Bedeutende Quellgruppen ID: 017_P61                                       | 46° 35′ 1″ N, 12° 0′ 42″ O   | Hydrologisches Naturdenkmal: Quelle                        |
| BW   | Datei hochladen | Bedeutende Quellgruppen ID: 017_P62                                       | 46° 35′ 2″ N, 12° 0′ 9″ O    | Hydrologisches Naturdenkmal: Quelle                        |
| BW   | Datei hochladen | Bedeutende Quellgruppen ID: 017_P63                                       | 46° 36′ 24″ N, 11° 59′ 59″ O | Hydrologisches Naturdenkmal: Quelle                        |
| BW   | Datei hochladen | Bedeutende Quellgruppen ID: 017_P64                                       | 46° 38′ 6″ N, 12° 2′ 26″ O   | Hydrologisches Naturdenkmal: Quelle                        |
| BW   | Datei hochladen | Endmoränen des Gschnitz Stadiums ID: 017_P65                              | 46° 40′ 48″ N, 12° 0′ 33″ O  | Geologisches Naturdenkmal: Moräne                          |
| BW   | Datei hochladen | Zeitlich nicht genau feststellbare Seitenmoränen ID: 017_P66              | 46° 39′ 6″ N, 12° 2′ 47″ O   | Geologisches Naturdenkmal: Moräne                          |
| BW   | Datei hochladen | Endmoränen des Gschnitz Stadiums ID: 017_P67                              | 46° 36′ 51″ N, 12° 0′ 34″ O  | Geologisches Naturdenkmal: Moräne                          |
| BW   | Datei hochladen | Zwei vertorfte Tümpel ID: 017_P68                                         | 46° 35′ 38″ N, 12° 1′ 6″ O   | Hydrologisches Naturdenkmal: Tümpel                        |
| BW   | Datei hochladen | Moorfläche auf Groß Fanes (Gran Fanes) ID: 017_P69                        | 46° 36′ 47″ N, 12° 0′ 28″ O  | Hydrologisches Naturdenkmal: Moor                          |

| Foto: | Fotografie des Naturdenkmals. Klicken des Fotos erzeugt eine vergrößerte Ansicht. Daneben finden sich zwei Symbole: |
| ID    | Identifikator bei der Abteilung Natur, Landschaft und Raumentwicklung der Südtiroler Landesverwaltung               |